# Kabinett Josef Peer
Das Kabinett Josef Peer war vom 15. September 1920 bis zum 23. März 1921 die von Fürst Johann II. ernannte Regierung des Fürstentums Liechtenstein unter Vorsitz des provisorischen Landesverwesers Josef Peer.
Als Ergebnis der harten Verhandlungen zwischen Vertretern der Volkspartei (VP) und dem Fürstenhaus um die Revision der Landesverfassung, wurde sich am 15. September 1920 auf die Schlossabmachungen auf folgende Grundzüge einer neuen Verfassung geeinigt: konstitutionelle Monarchie auf parlamentarischer und demokratischer Grundlage, Verankerung der Staatsgewalt in Fürst und Volk, Ernennung der Regierung durch den Fürsten einvernehmlich mit dem Landtag über dessen Vorschlag, Verantwortlichkeit der Regierung gegenüber der Volksvertretung. Ausserdem hatte der Landtag künftig nur mehr aus vom Volk gewählten Abgeordneten zu bestehen und die Bürger erhielten das Recht auf Initiative und Referendum auf Gesetzes- und Verfassungsebene. Als Regierungschef kam fortan nur ein gebürtiger Liechtensteiner in Betracht. Es waren sämtliche Verwaltungs- und Justizbehörden mit Ausnahme des obersten Gerichtshofs in Zivil- und Strafrechtsachen ins Land zu verlegen und ein Staatsgerichtshof als Gerichtshof des öffentlichen Rechts zu schaffen. Die Volkspartei gestand im Gegenzug zu, dass der Österreicher Peer für sechs Monate als Landesverweser amtierte und in dieser Zeit u. a. einen auf den Schlossabmachungen beruhenden Verfassungsentwurf vorlegen musste. Außerdem wurde ein Wechsel in der Regierung vereinbart: Johann Wanger (FBP) trat zugunsten Wilhelm Becks als Regierungsrat zurück. Letzteres wurde allerdings nicht eingehalten, da Wanger zwar am 30. Dezember 1920 zurücktrat, Beck aber im Landtag keine Mehrheit fand.
In seinem Verfassungsentwurf übernahm Peer sowohl von der Volkspartei bei den Schlossabmachungen geforderte Neuerungen als auch bewährte Einrichtungen und Bestimmungen aus der bestehenden Verfassung von 1862 und integrierte neue, besonders in schweizerischen Kantonalverfassungen erprobte Institutionen. Peer übte auch wesentlichen Einfluss auf den Ausbau der Verfassungsgerichtsbarkeit aus, die nach österreichischem Vorbild ausgestaltet wurde. Diese Regierungsvorlage wurde in den Grundzügen in die Verfassung vom Oktober 1921 übernommen. Peer hatte auch wesentlichen Anteil daran, dass der Bischof von Chur seine Ansprüche in der Frage der Stellung der römisch-katholischen Kirche nicht in allen Teilen durchsetzen konnte.
Im März 1921 – nach Ablauf der sechsmonatigen Amtszeit – kam es wegen der Frage des weiteren Verbleibens Peers im Amt zu heftigen Auseinandersetzungen. Während die FBP Peer ihr volles Vertrauen aussprach und sich für dessen Verbleiben einsetzte, beharrte die Volkspartei auf den in den Schlossverhandlungen getroffenen Abmachungen und forderte ultimativ die Neubesetzung des Postens des Regierungschefs. Aufgrund eines Landtagsbeschlusses fand am 28. März 1921 eine Volksabstimmung über den Verbleib Peers statt. Obwohl sich von 1608 abgegebenen Stimmen 993 (61,8 %) für das vorläufige Weiterverbleiben Peers aussprachen, stellte sich dieser nicht mehr für eine Weiterführung des Mandats zur Verfügung.

## Kabinettsmitglieder
|                | Bild                             | Name               | Amtszeit                               | Landschaft |  |
| Landesverweser |                                  |                    |                                        |            |  |
|                | Landesverweser Josef Peer        | Josef Peer         | 15. September 1920 – 23. März 1921     | –          |  |
| Regierungsräte |                                  |                    |                                        |            |  |
|                | Regierungsrat Franz Josef Marxer | Franz Josef Marxer | 15. September 1920 – 23. März 1921     | Unterland  |  |
|                | Regierungsrat Johann Wanger      | Johann Wanger      | 15. September 1920 – 30. Dezember 1920 | Oberland   |  |
|                | Regierungsrat Oskar Bargetze     | Oskar Bargetze     | März 1921 – 23. März 1921              | Oberland   |  |